# NGC 905
NGC 905 è una lontana galassia a spirale barrata situata nella costellazione della Balena, a una distanza di circa 644 milioni di anni luce dalla nostra Via Lattea.

## Scoperta
La galassia è stata scoperta nel 1886 dall'astronomo statunitense Francis Leavenworth.

## Descrizione
HyperLeda e Wolfgang Steinicke classificano la galassia come lenticolare, ma l'immagine ripresa da SDSS mostra chiaramente la presenza di due bracci di spirale, come rilevato da Seligman.
Il database SIMBAD classifica NGC 905 come galassia attiva del tipo Seyfert 2.